# António Simões
António José Simões Costa (Corroios, 14 dicembre 1943) è un ex calciatore portoghese, di ruolo attaccante.
È il giocatore più giovane ad aver mai disputato una finale di Coppa dei Campioni nonché il più giovane ad averla vinta (18 anni e 139 giorni).

## Carriera
Giocò dal 1961 al 1975 con il Benfica, vincendo 10 campionati portoghesi, 5 Coppe del Portogallo ed una Coppa dei Campioni, quest'ultima vinta ai danni del Real Madrid di Alfredo Di Stefano per 5-3. Nel 1977 venne ingaggiato insieme all'amico e compagno di squadra Eusébio nell'União de Tomar, club della seconda divisione portoghese. Restò con i rossoneri sino al marzo 1978, per poi fare ritorno in America e chiudere la carriera nello stesso anno.
Con la Nazionale portoghese, prese parte ai Mondiali del 1966.

## Palmarès

### Competizioni nazionali
- Campionato portoghese: 10

Benfica: 1962-1963, 1963-1964, 1964-1965, 1966-1967, 1967-1968, 1968-1969, 1970-1971, 1971-1972, 1972-1973, 1974-1975
- Coppa del Portogallo: 5

Benfica: 1961-1962, 1963-1964, 1968-1969, 1969-1970, 1971-1972

### Competizioni internazionali
- Coppa dei Campioni: 1

Benfica: 1961-1962

### Nazionale
- Campionato europeo di calcio Under-19: 1

1961